# Friedrich von Ringelmann

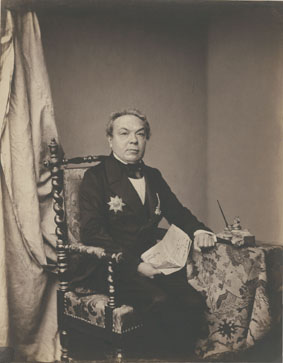
Friedrich von Ringelmann, vor 1859

Friedrich von Ringelmann, auch Anton Adam Friedrich von Ringelmann und kurz A. Friedrich von Ringelmann (* 24. Oktober 1803 in Würzburg; † 13. Januar 1870 in München), war ein bayerischer Jurist und Politiker. Ringelmann war als Hochschullehrer in Würzburg tätig,  Staatsminister für Kultus und Staatsminister der Justiz.

## Leben
Friedrich Ringelmann erhielt 1828 einen Ruf auf eine Professur für Deutsches Recht an die Julius-Maximilians-Universität in Würzburg. Unter König Max II. war er von 1849 bis 1852 bayerischer Staatsminister für Kultus. Nachfolger war Theodor von Zwehl. Ringelmann und Zwehl leiteten die Vorarbeiten zu einer umfangreichen erneuerten Schulordnung für die Höheren Lehranstalten in Bayern. Friedrich von Ringelmann wurde 1854 als Nachfolger von Karl Joseph Freiherr von Kleinschrod (1797–1866) bayerischer Minister der Justiz. 1859 trat er zurück und wurde abgelöst von Karl Christoph Freiherr von Mulzer (1805–1875).
Friedrich Ritter von Ringelmann starb 1870 im Alter von 66 Jahren in München.

## Grabstätte

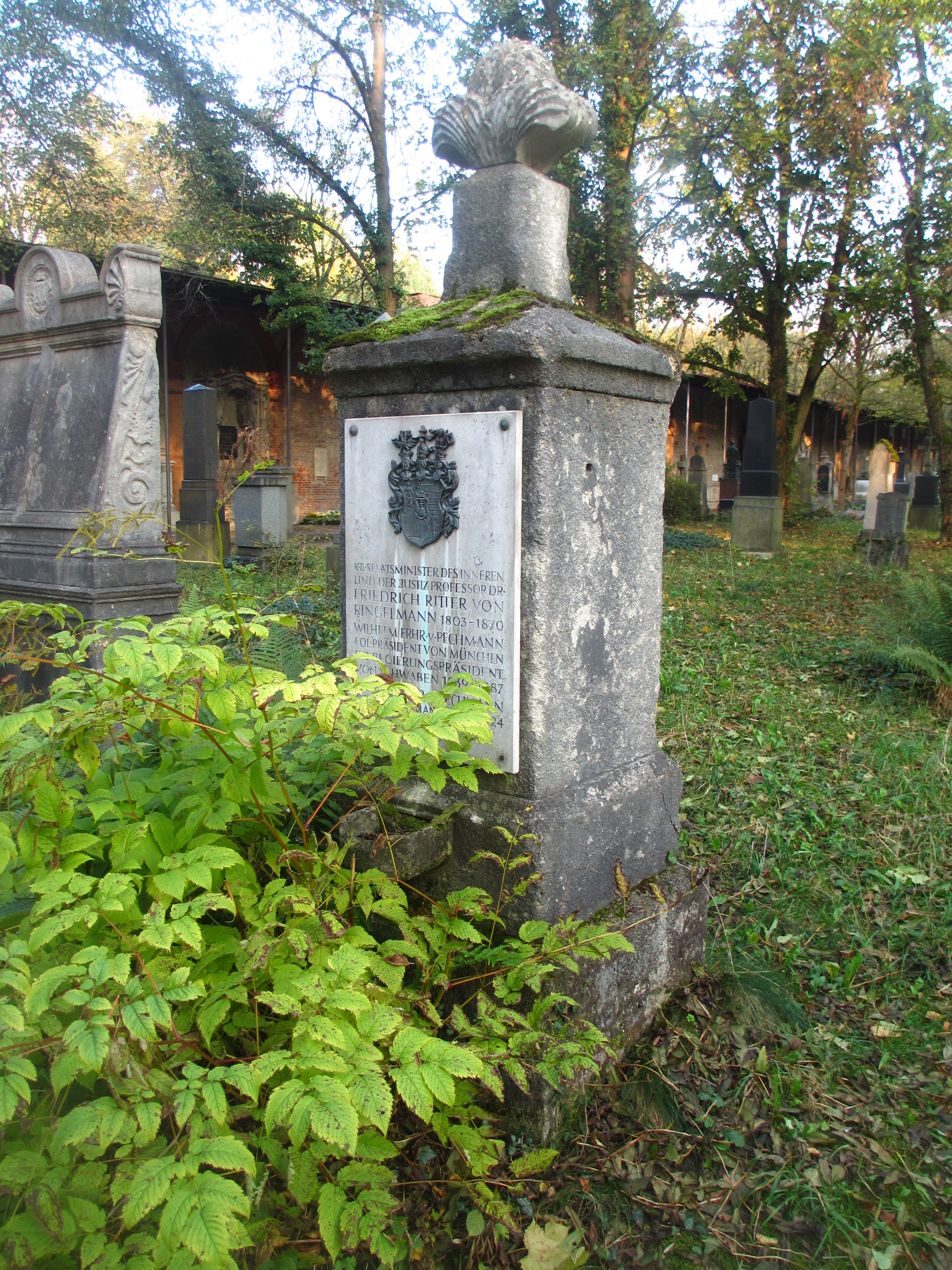
Grab von Friedrich Ringelmann auf dem Alten Südlichen Friedhof in München

Die Grabstätte von Friedrich Ringelmann befindet sich auf dem Alten Südlichen Friedhof in München (Gräberfeld 29 – Reihe 13 – Platz 16/17) Standort.

## Schriften (Auswahl)
- Zum Jubel-Feste der treuen Bayern am 12ten October 1835 bringt die Universität Würzburg ihre Huldigung dar. Beiträge zur Geschichte der Universität Würzburg in den letzten zehn Jahren. Becker, Würzburg 1835.